# Marduk-shapik-zeri
Marduk-šāpik-zēri, «Marduk es el portador de la semilla», ca. 1082–1069 a. C., fue el séptimo rey de la II Dinastía de Isin (IV dinastía de Babilonia). Gobernó durante 13 años. Su relación su antecesor, Marduk-nādin-aḫḫe es incierta. Su reinado fue contemporáneo al del rey asirio Ashur-bel-kala.
Sucedió a Marduk-nadin-ahhe, que posiblemente fue su padre, o su hermano, durante un tiempo en el que los arameos, impulsados por la hambruna, se dedicaban a atacar a los asirios de Tiglat-Pileser I en los últimos años de este.
Proporcionó exvotos de oro a los templos de Ur, Nippur y otros. Reconstruyó la muralla de Babilonia, el Imgur-Enlil, de la que ha salido a la luz una inscripción fragmentaria, confirmada por la Crónica ecléctica
La Crónica sincrónica confirma la alianza con Asiria, probablemente forjada para contrarrestar la amenaza de los arameos, y anota que murió durante el reinado de Aššur-bêl-kala.